# USHL 1950/51
Die Saison 1950/51 war die sechste und letzte reguläre Saison der United States Hockey League (USHL). Meister wurden die Omaha Knights.

## Teamänderungen
Folgende Änderungen wurden vor Beginn der Saison vorgenommen:
- Die Louisville Blades stellten den Spielbetrieb ein.
- Die Minneapolis Millers stellten den Spielbetrieb ein.
- Die Denver Falcons wurden als Expansionsteam in die Liga aufgenommen.
- Die Milwaukee Sea Gulls wurden als Expansionsteam in die Liga aufgenommen.

## Modus
In der Regulären Saison absolvierten die sechs Mannschaften jeweils 64 Spiele. Anschließend wurde der Meister in Playoffs ausgespielt. Für einen Sieg erhielt jede Mannschaft zwei Punkte, bei einem Unentschieden einen Punkt und bei einer Niederlage null Punkte.

## Reguläre Saison

### Tabelle
Abkürzungen: GP = Spiele, W = Siege, L = Niederlagen, T = Unentschieden, GF = Erzielte Tore, GA = Gegentore, Pts = Punkte
|                     | GP | W  | L  | T | GF  | GA  | Pts |
| ------------------- | -- | -- | -- | - | --- | --- | --- |
| Omaha Knights       | 64 | 43 | 17 | 4 | 306 | 211 | 90  |
| St. Paul Saints     | 64 | 33 | 26 | 5 | 213 | 186 | 71  |
| Denver Falcons      | 64 | 31 | 31 | 2 | 233 | 232 | 64  |
| Tulsa Oilers        | 64 | 30 | 31 | 3 | 248 | 237 | 63  |
| Kansas City Mohawks | 64 | 22 | 36 | 6 | 231 | 287 | 50  |
| Milwaukee Sea Gulls | 64 | 20 | 38 | 6 | 202 | 280 | 46  |